# Puya tuberosa
Puya tuberosa är en gräsväxtart som beskrevs av Carl Christian Mez. Puya tuberosa ingår i släktet Puya och familjen Bromeliaceae.
Artens utbredningsområde är Bolivia. Inga underarter finns listade i Catalogue of Life.

## Bildgalleri

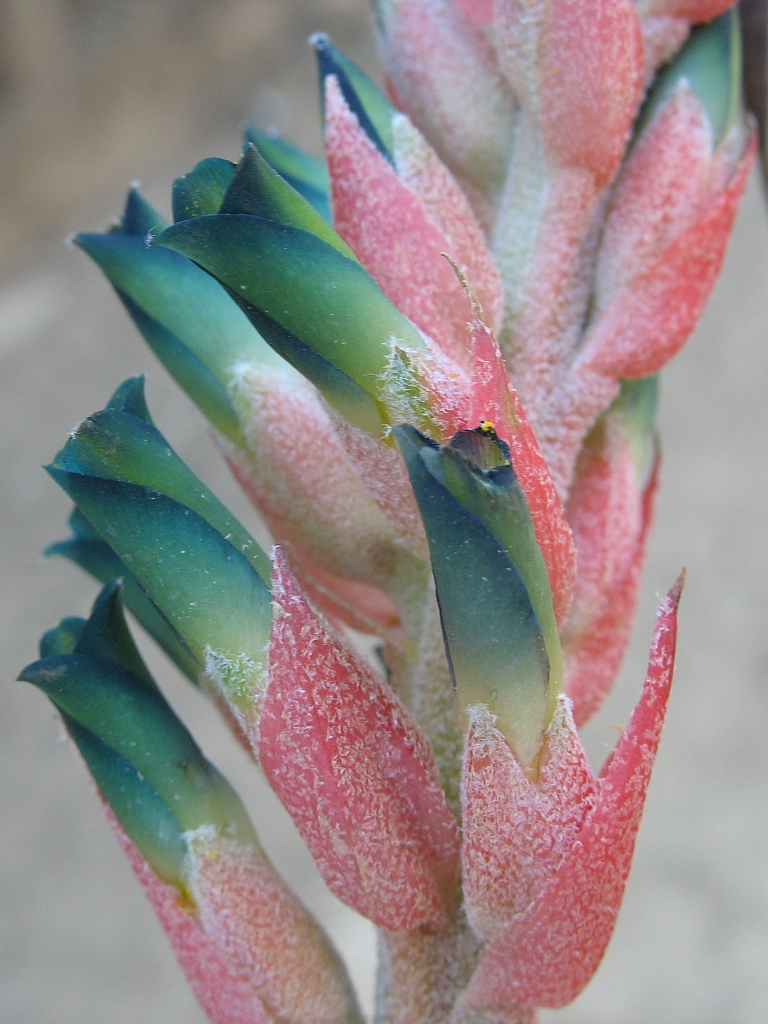